# Нил Цариградски
Нил Цариградски (грч. Νεῖλος Κεραμεύς; умро 1. фебруара 1388) био је васељенски патријарх Цариграда између марта/априла 1380. и 1. фебруара 1388. Био је исихаста.

## Каријера
Године 1380, сазвао је синод да би одлучио о митрополији Москве, изабравши исихасту Кипријана (1336–1406) бугарског порекла.
Године 1382, Стефан Пермски је написао писмо Нилу у вези са стриголничким расколом.

## Дела
Нил је био плодан писац у религиозној сфери, укључујући многе беседе и хвалоспев Григорију Палами.
Нил је такође написао Ектесис Неа („Ново излагање“), кратак трактат који описује дипломатске начине обраћања у Православној цркви и са другим хришћанским владарима, како световним тако и верским, у 14. веку.